# Дамбо
«Дамбо» (англ. Dumbo) — четвёртый по счёту полнометражный мультфильм компании Уолта Диснея, основанный на детской развивающей книжке Хелен Аберсон с иллюстрациями Гарольда Пирла.
Это первый диснеевский мультфильм, который был выпущен на VHS (наряду с «Алисой в Стране чудес»), первый, в котором действие происходит в реальности и в наше время, и второй мультфильм, в котором декорации были нарисованы акварелью. В то же время это последний диснеевский мультфильм, который вышел до того, как США вступили во Вторую мировую войну.

## Сюжет
После ухода в марте 1941 года стая аистов доставляет детенышей цирковым животным в «Зимних Квартирах» во Флориде. Все матери получают свои посылки перед отъездом, кроме слонихи миссис Джамбо. Во время путешествия в поезде заблудившийся аист приносит ей детёныша, который, к удивлению других слонов, имел необычайно большие уши. Из-за этого слонёнок становится объектом насмешек и получает прозвище «Дамбо», что означает «глупый». Миссис Джамбо пытается сохранять достоинство и относится к своему ребёнку со всей материнской любовью. Однако, когда группа негодяев начинает издеваться над Дамбо, миссис Джамбо ловит одного из них своим хоботом и шлепаёт его. Работники цирка выводят слонёнка из загона, и мать окончательно впадает в ярость, облив начальника водой. Тот считает миссис Джамбо сумасшедшей и запирает её в клетке (не в одиночку, так как при попытке запереть её в клетке, она сопротивлялась, и выкидывала каждого, у кого будет верёвка, цепь и даже ружьё, если те не справятся), заковав при этом в цепи. Одинокого Дамбо сделали изгоем среди остальной труппы цирка. Маленький мышонок по имени Тимоти утешает Дамбо и клянётся сделать из него звезду.
После того, как Тимоти тайно поддержал его, начальник манежа делает Дамбо вершиной трюка слоновой пирамиды. Спектакль идёт наперекосяк, когда Дамбо спотыкается об уши и не попадает в цель, в результате чего другие слоны получают различные травмы и сбивают большой волчок. В результате Дамбо превращается в клоуна, к стыду других слонов, и играет главную роль в акте, в котором он падает в чан с начинкой для пирога. Несмотря на свою вновь обретённую популярность и известность, Дамбо ненавидит эту работу и теперь ещё более несчастен, чем когда-либо. Чтобы подбодрить Дамбо, Тимоти провожает его к матери. Двое не могут видеть друг друга лицом к лицу и могут только переплетать хоботы. На обратном пути Дамбо плачет, а затем начинает икать, поэтому Тимоти даёт ему ведро с водой, в которое, как позже выяснилось, клоуны случайно пролили бутылку шампанского. В результате Дамбо и Тимоти напиваются и испытывают сюрреалистические галлюцинации с розовыми слонами.
На следующее утро Дамбо и Тимоти будит группа ворон во главе с Денди Кроу, которые с удивлением обнаруживают слона, сидящего на самых высоких ветвях дерева. Когда первоначальное изумление проходит (без смеха не обошлось, но Тимоти всё-таки убедил ворон изменить мнение), Тимоти предполагает, что Дамбо удалось достичь полёта, используя свои большие уши в качестве импровизированных крыльев. Тимоти убеждает неуверенного Дамбо использовать этот дар при поддержке вожака ворон Денди Кроу, который даёт Дамбо одно из своих перьев и убеждает его, что оно обладает магическими свойствами, которые позволят ему летать.
Вернувшись в цирк, Тимоти предлагает Дамбо превратить свой клоунский номер, который пройдёт в одном большом городе, в грандиозное летное представление, что, как рассчитывают на это вороны, должно стать большим сюрпризом для всех. Когда Дамбо разворачивает уши во время падения, он теряет перо и впадает в панику. Тимоти быстро признаётся, что перо никогда не было волшебным, и что он всё ещё может летать и своими силами. Дамбо выходит из пике и летит под куполом цирка, наконец нанося ответный удар своим мучителям, пока ошеломлённая публика с изумлением смотрит на него.
После этого выступления Дамбо моментально становится сенсацией СМИ: в газетах его описывают как звезду цирка и летящего к славе чудо-слона, его уши-крылья застрахованы на миллион долларов, Дамбо ставит рекорд высоты, а вооружённые силы США вводят в строй эскадрилью «бомбардировщиков Дамбо» для поддержки военных действий и обороны страны, а в экстренном выпуске сообщается, что Тимоти, ставший личным импресарио Дамбо и новым владельцем цирка, подписал контракт с Голливудом. Дамбо и освобождённой из заключения миссис Джамбо даётся личный вагон в цирковом поезде, и пока разумный антропоморфный тендерный паровоз, Кейси Младший (замеченный ранее в фильме) отправляется в следующий пункт назначения, миссис Джамбо, Дамбо и вороны машут друг другу на прощание вдали, а новые друзья слонёнка желают ему удачи.

## Роли озвучивали
- Эдвард Брофи
- Стерлинг Холлоуэй - Аист (не указан в титрах)
- Герман Бинг - инспектор манежа. Главный цирка и главный антагонист фильма. (не указан в титрах)
- Маргарет Райт
- Верна Фелтон - Главная слониха ( не указана в титрах)
- Клифф Эдвардс
- Билли Блэтчер — клоун (в титрах не указан)

## Создатели
- Режиссёр-постановщик: Бен Шарпстин
- Авторы сценария: Джо Грант, Дик Хьюмер
- Художественный руководитель: Отто Инглэндер
- Последовательность директоров: Норман Фергусон, Уилфред Джексон, Билл Робертс, Джек Кинни, Сэм Армстронг
- Режиссёры-мультипликаторы: Владимир Титла, Фред Мур, Уорд Кимбалл, Джон Лаунсбери, Арт Бэббит, Вули Рейтерман
- Разработка истории: Билл Пит, Аури Батталья, Джо Ринальди, Джордж Сталлингс, Вебб Смит
- Художники по персонажам: Джо П. Миллер, Мартин Провенсон, Джон Валбридж, Джеймс Бодреро, Морис Нобл, Элмер Плюммер
- Композиторы: Оливер Уоллес, Фрэнк Черчилль
- Текст песен: Нед Вашингтон
- Дирижёр: Эдвард Пламб
- Художники-постановщики: Херб Райман, Кен О’Коннор, Террелл Стапп, Дон Да Гради, Аль Зиннен, Эрни Нордли, Дик Келси, Чарльс Пэйзант
- Задние фоны: Клод Коутс, Аль Демпстер, Джон Ненч, Джеральд Невиус, Пай Локрем, Джо Стэнли
- Художники-мультипликаторы: Хью Фрасер, Харви Тумбс, Милт Нил, Хикс Лоуки, Ховард Свифт, Дон Тоусли, Лес Кларк, Клауд Смит, Берни Волф, Джек Кампбелл, Уолт Келли, Дон Паттерсон, Сай Йоунг, Рэй Паттерсон, Грант Симмонс, Джош Меадор, Билл Шулл, Арт Палмер

## Награды

### Премии
- Премия «Оскар»
  - 1942 — Лучшая музыка к фильму
- Приз Каннского кинофестиваля
  - 1947 — Лучшая анимация

### Номинации
- Премия «Оскар»
  - 1942 — Лучшая песня из фильма

## Песни в мультфильме
- Baby Mine
- The Clown Song
- Pink Elephants on Parade
- When I See an Elephant Fly